# Lawrence Sklar

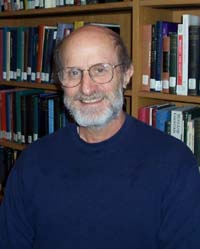
Lawrence Sklar

Lawrence Sklar (* 25. Juni 1938 in Baltimore, Maryland; † 2024 in Ann Arbor) war ein US-amerikanischer Philosoph, der sich mit Wissenschaftsphilosophie und speziell Philosophie der Physik befasste.

## Wissenschaftliche Biographie
Sklar studierte am Oberlin College mit dem Bachelor-Abschluss 1958 und an der Princeton University, an der er 1960 seinen Master-Abschluss erhielt und 1964 promoviert wurde. 1959/60 war er Woodrow Wilson Fellow. Ab 1962 war er Instructor und später Assistant Professor am Swarthmore College. Von 1966 bis 1968 war er Assistant Professor in Princeton und seit 1968 ist er an der University of Michigan, wo er 1974 eine volle Professur erhielt. Er war dort Carl G. Hempel and William K. Frankena Distinguished University Professor.
1963 war er Gastprofessor an der University of Illinois, 1968 an der University of Pennsylvania, 1970 an der Harvard University, 1973 an der UCLA und 1977 an der Wayne State University. 1998 war er Visiting Fellow am All Souls College in Oxford und hielt dort die John Locke Lectures. 2007/08 war er Präsident der Philosophy of Science Association und 2000/2001 Präsident der Central Division der American Philosophical Association.
Von 1977 bis 1981 und ab 1984 war er im Herausgeber-Gremium von Philosophy of Science.

## Schriften
- The Philosophy of Physics, Oxford University Press 1992
- Physics and Chance. Philosophical Issues in the Foundations of Statistical Mechanics, Cambridge University Press 1993
- Space, Time and Spacetime, University of California Press 1974 (für das Buch erhielt er den Franklin J. Matchette Preis der American Philosophical Association)
- Philosophy and Spacetime Physics, University of California Press 1985
- Theory and Truth. Philosophical critique within foundational science, Oxford University Press 2000
- Herausgeber Philosophy of Science. A collection of essays, 2 Bände, New York, Garland 2000
- Philosophy and the Foundations of Dynamics, Cambridge University Press 2012
- Types of inter-theoretic reduction, The British Journal for the Philosophy of Science, Band 18, 1967, S. 109–124.
- Philosophy of statistical mechanics, Stanford Encyclopedia of Philosophy 2009

## Auszeichnungen
- 1974/75: Guggenheim Fellow
- 1995: Lakatos Award für seine Monographie Physics and Chance: Philosophical Issues in the Foundations of Statistical Mechanics[2]
- 1996: Fellow der American Academy of Arts and Sciences